# Aeroportul Lengpui
Aeroportul Lengpui (IATA: AJL, ICAO: VELP) este un aeroport din Aizawl, Districtul Aizawl⁠(d), Mizoram, India ce deservește zona Aizawl. Aeroportul a fost tranzitat în decembrie 2022 de 37.392 de pasageri.
Situat la o altitudine de 405 m, aeroportul dispune de o singură pistă.